# شاهزاده محمود بن سليمان القانوني
شاهزاده محمود بن سليمان القانوني، هو أول أولاد القانوني، ولد في سنة 1512 بمانيسا، حيث لا تعرف أمه بالضبط. وتوفي في 1521 عن عمر يناهز 9 سنوات.